# Donggi Senoro
Donggi Senoro est un projet gazier en Indonésie, dans la région de Sulawesi central. 
Le projet a impliqué le développement de plusieurs gisements de gaz naturel et la construction d'installations de traitement de gaz, pour l'exportation de gaz naturel liquéfié et la valorisation des condensations et gaz de pétrole liquéfié. Les exportations de GNL ont commencé en 2015. Le terminal, avec une capacité de 2 millions de tonnes par an, est plus petit que ceux construits auparavant en Indonésie, notamment à Bontang.
Les actionnaires du projet sont indonésiens, japonais et coréens. Le GNL produit est vendu non seulement au Japon et en Corée, mais aussi sur le marché intérieur indonésien, vers le terminal d'Arun.